# 4232 Aparicio
4232 Aparicio је астероид са средњом удаљеношћу од Сунца која износи 1,935 астрономских јединица (АЈ).
Апсолутна магнитуда астероида је 13,5.